# Râul Șoimuș, Târnava
Râul Șoimuș este un curs de apă, afluent al râului Târnava. 